# Merox
Merox is een afkorting voor mercaptaan oxidatie. Het is een proces dat raffinaderijen toepassen om mercaptanen uit processtromen te verwijderen. Bijvoorbeeld:
- overhead van atmosferische destillatie (C2, C3 & C4 fracties)
- kerosine
- fluid catalytic cracking (FCC of catcracker producten)

Wereldwijd staan zo'n 1700 Merox units opgesteld.

## Mercaptanen
Mercaptanen is een verzameling verbindingen die bestaat uit een koolwaterstof keten eindigend op een zwavelwaterstof groep (thiol). De olie-industrie gebruikt nog steeds de verouderde naam mercaptaan, waar de officiële aanduiding voor deze groep stoffen thiolen is.
Als formule kort men mercaptanen meestal af als R-SH, waarbij de R dan staat voor het alifatische deel van het molecuul:
- methylgroep: HS-CH3
- ethylgroep: HS-CH2-CH3
- propylgroep: HS-CH2-CH2-CH3

Mercaptanen vertonen (chemisch) grote overeenkomst met het zure waterstofsulfide; ze gedragen zich ook als een zwak zuur. Vandaar dat (met name Amerikanen) Merox ook wel Merox sweetening genoemen. De voeding van een Merox moet echter vrij van waterstofsulfide zijn; vandaar dat men vaak een voorwas toepast met caustic, die het proces dan daarna niet verder meer gebruikt.

## Processtappen

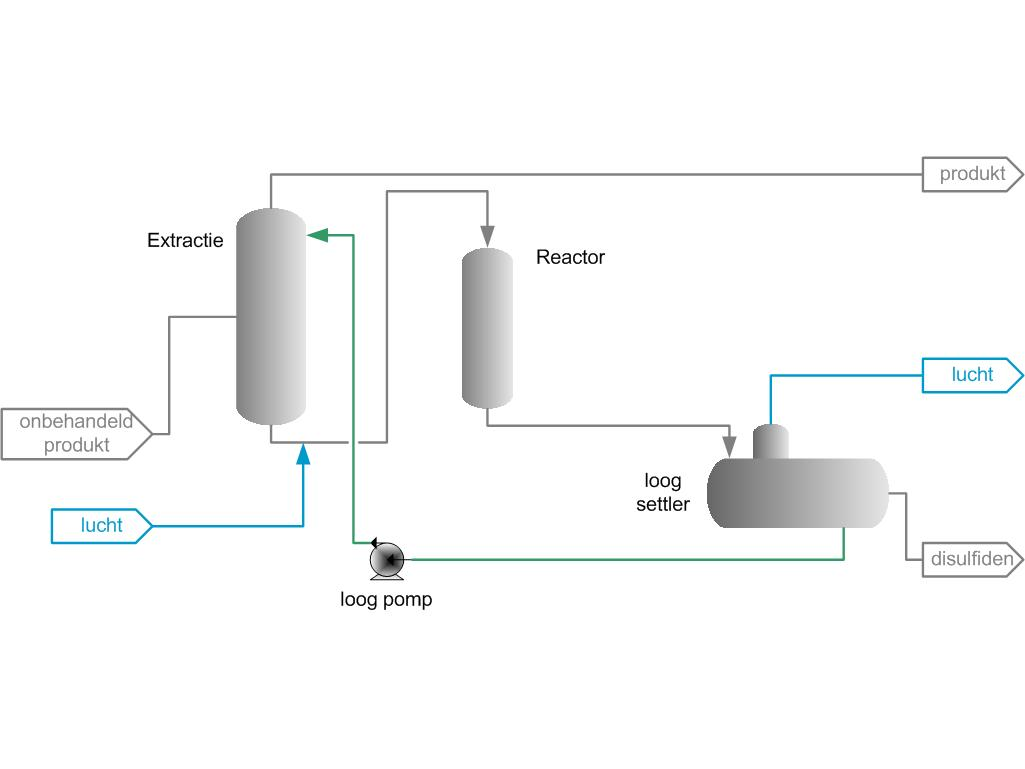
Het proces zijn simpelste vorm (zonder voorwas)

Het proces bestaat uit drie stappen:
- Mercaptaan extractie uit de processtroom met behulp van natronloog
- Mercaptaan oxidatie tot disulfiden R-S-S-R
- Afscheiding van de olie- (disulfiden) van de waterfase (loog)

Waar nodig kan een voorgeschakelde extra kolom - als vierde stap - waterstofsulfide uit de voeding verwijderen.

## Chemie
De bruto reactie van voeding tot disulfiden laat zich beschrijven als:
4 R-SH + O2 → 2R-S-S-R + 2H2O
Hierin zijn covalente bindingen weergegeven met een streepje (-) en - min of meer - ionogene verbindingen direct achter elkaar geschreven.

### Extractie
In de eerste stap breng het proces de mercaptanen in contact met de loog oplossing (NaOH). De oplossing van loog is een geïoniseerde:
NaOH (s) → Na+ + OH−
Mercaptaan reageert met deze oplossing als een (zwak) zuur; het geeft z'n waterstof atoom af als een proton (H+):
R-SH + Na+ + OH− → Na+ + R-S− + H2O
De Mercaptaan is nu opgelost als een natrium mercaptide zout.
De behandelde oliefractie - die nu geen mercaptaan meer bevat - verlaat de extractie kolom aan de bovenzijde.

### Oxidatie
Voor de oxidatie reactie is zuurstof nodig. Deze injecteert men voor de reactor, samen met de benodigde katalysator. De reactie brengt de ionogene mercaptide terug naar een oliefractie:
4 Na+−S-R + O2 + 2 H2O → 2R-S-S-R + 4 Na+OH−
De olie achtige disulfide (R-S-S-R) heeft geen enkele affiniteit met de waterige loog oplossing en ontmengt.

### Scheiden
De laatste stap is het scheiden van de drie fasen die de processtroom nu bevat in een drum:
- de waterige vloeistoffase - deze zakt in de loog-settler naar de bodem en een pomp recirculeert deze terug naar de extractie kolom
- de olie-achtige vloeistoffase - deze drijft bovenop en loopt over een weir-plate (en)  (waterkering) af; meestal wordt deze ontzwaveld in een zogenaamde hydrodesulphurizer.
- de gasfase met overtollige lucht - deze verdwijnt uit de loog-settler aan de bovenzijde via een drukgeregelde afblaas.